# Alfredo Sordelli
Alfredo Sordelli ( Buenos Aires, 28 de enero de 1891 - 1967) fue un microbiólogo argentino.

## Biografía
En 1908 ingresó a la Escuela de Química en la Facultad de Ciencias Exactas, Físicas y Naturales de la Universidad de Buenos Aires, graduándose en 1912 con el número uno de su promoción, gracias a lo cual obtuvo una beca que le permitió ir a Alemania a estudiar físico-química con Walther Nernst y Fritz Fischer en Berlín, sin embargo el estallido de la I Guerra Mundial en 1914 le obligó a regresar a Argentina.
En 1925 fue nombrado director del Instituto Bacteriológico de Buenos Aires, donde desempeñó una importante labor científica. En el campo de la inmunología desarrolló los principios básicos que permitieron posteriormente a Karl Landsteiner instituir la teoría de los haptenos. En 1922 aisló una bacteria hasta entonces desconocida, causante de gangrena gaseosa, a la que llamó Bacillus oedematis sporogenes y que recibió en su honor el nombre de Clostridium sordellii. A lo largo de su vida debido a la falta de infraestructura técnica que padecía el país, hubo de desarrollar métodos propios para la obtención de insulina y otras hormonas. También participó en la fabricación de vacunas contra la difteria y el tétanos, así como en la producción artesanal de penicilina para usos médicos. En 1944 abandonó el instituto Bacteriológico y continuó sus investigaciones en los laboratorios de microbiología de la Facultad de Ciencias Exactas, Físicas y Naturales de Buenos Aires. En 1935 fue uno de los fundadores de la Academia Nacional de Ciencias de Buenos Aires.